# Гонсалес, Лучо
Луи́с О́скар (Лучо) Гонса́лес (исп. Luis Oscar "Lucho" González; род. 19 января 1981[…], Буэнос-Айрес) — аргентинский футболист, выступавший на позиции полузащитника; тренер.

## Клубная карьера
В возрасте 14 лет Лучо начал выступать за «Уракан». В 2002 году он перешёл в «Ривер Плейт», а в 2004 году его клуб победил в чемпионате Аргентины.
Его выступление за «Ривер» произвело впечатление на селекционеров «Порту», и в 2005 году он переехал в Португалию. «Порту» заплатил 3,6 млн евро за половину прав на игрока. В ноябре 2006 года он подписал улучшенный контракт до 2011 года, а в августе 2007 года «Порту» заплатил 6,65 млн евро, чтобы получить все права на игрока. В клубе Гонсалес стал капитаном команды и был известен как El Commandante из-за навыков лидерства и командной игры.
В июне 2009 года «Порту» объявил о продаже Лучо Гонсалеса в «Олимпик Марсель» за 18 млн евро с возможностью увеличения до 24 млн в зависимости от его игры. В июне 2011 года Лучо сказал, что хочет покинуть «Олимпик». После этого появилась информация, что игрока хочет видеть в своих рядах испанская «Малага» и предлагает за его трансфер 12 млн евро.

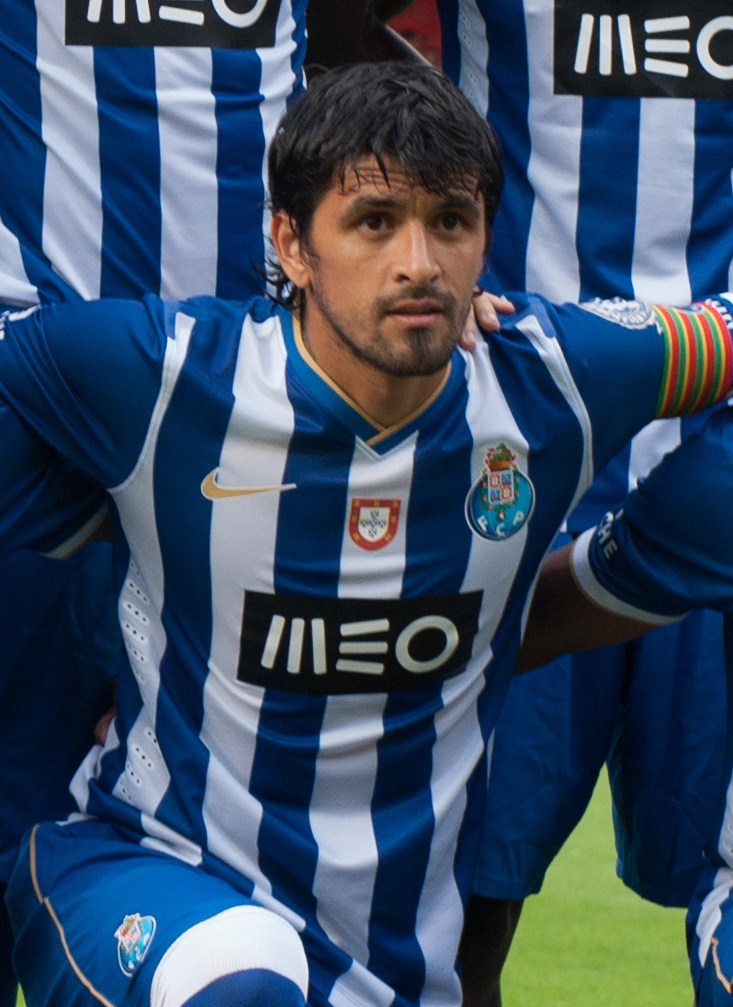
В составе «Порту» в 2013 году

В зимнее трансферное окно 2012 года Лучо перебрался в «Порту», за который он имел право выступать в Лиге Европы, так как за марсельский «Олимпик» он был заигран лишь в Лиге чемпионов.
18 сентября перед выездным матчем группового этапа Лиги чемпионов с загребским «Динамо» Гонсалес узнал о смерти отца. Тем не менее футболист вышел на поле, забил первый гол своей команды и способствовал победе подопечных Витора Перейры со счётом 2:0.
В 2015 году Лучо вернулся в «Ривер Плейт». Отыграв в команде год, футболист стал свободным агентом. 
С 2016 года выступает за «Атлетико Паранаэнсе». В конце 2017 года объявил о завершении карьеры, но затем изменил своё решение и в 2018 году помог своей команде выиграть Южноамериканский кубок. В 2019 году капитан «Атлетико Паранаэнсе» помог своей команде впервые в истории выиграть Кубок Бразилии. Последний матч в карьере Лучо Гонсалес провёл в шестом туре группового этапа Южноамериканского кубка 2021 против «Аукаса» — он вышел в стартовом составе и через пять минут под аплодисменты был заменён. «Атлетико» в итоге выиграл со счётом 4:0, заняв первое место в группе и выйдя в плей-офф турнира. Лучо Гонсалес является третьим аргентинцем после Леонеля Месси и Карлоса Тевеса по суммарному количеству завоёванных трофеев.

## Карьера в сборной
Олимпийский чемпион 2004 года в составе сборной Аргентины. В том же году был в составе сборной, которая стала второй на Кубке Америки.
На чемпионате мира 2006 года он вместе со сборной дошёл до четвертьфинала, где аргентинцы уступили сборной Германии по пенальти.
Летом 2007 года вместе со сборной Лучо завоевал серебро на Кубке Америки.

## Тренерская карьера
Завершив свою активную карьеру в «Атлетико Паранаэнсе», в январе 2022 года получил здесь свою первую работу в качестве помощника главного тренера Альберто Валентима.
24 августа 2022 года Гонсалес был нанят на должность главного тренера в клуб «Сеара» до конца сезона. 4 сентября в своем дебютном матче в качестве главного тренера сыграл в ничью 1-1 с «Фламенго». Был уволен 28 октября после того, как его команда одержала лишь одну победу в десяти матчах.
В июле 2023 года присоединился к «Интернасьоналу» в качестве помощника главного тренера Эдуардо Коудета.В июле 2024 года Гонсалес ушел из «Интернасьонала» после увольнения Коудета.
24 сентября 2024 года вернулся в «Атлетико Паранаэнсе», но уже в роли главного тренера команды. Лучо стал уже четвертым тренером клуба за сезон.10 декабря 2024 года было объявлено, что Гонсалес будет уволен после того, как клуб под его руководством вылетел из бразильской Серии А в год своего столетия.

## Достижения
Уракан
- Победитель Примеры B Насьональ: 1999/2000

 Ривер Плейт
- Чемпион Аргентины (2): Клаусура 2003, Клаусура 2004
- Обладатель Кубка Либертадорес: 2015

 Порту
- Чемпион Португалии (6): 2005/06, 2006/07, 2007/08, 2008/09, 2011/12, 2012/13
- Обладатель Кубка Португалии (2): 2005/06, 2008/09
- Обладатель Суперкубка Португалии (2): 2006, 2012, 2013

 Олимпик Марсель
- Чемпион Франции: 2009/10
- Обладатель Кубка французской лиги (2): 2009/10, 2010/11
- Обладатель Суперкубка Франции (2): 2010, 2011

 Эр Райян
- Победитель Второго дивизиона Катара: 2014/15

 Атлетико Паранаэнсе
- Чемпион штата Парана (3): 2018, 2019, 2020
- Чемпион Кубка Бразилии: 2019
- Обладатель Южноамериканского кубка: 2018
- Обладатель Кубка обладателей Кубка Джей-лиги и Южноамериканского кубка (2): 2015, 2019

 Сборная Аргентины
- Олимпийский чемпион: 2004
- Финалист Кубка Америки (2): 2004, 2007